# Harald Gämperle
Harald «Harry» Gämperle (* 11. Mai 1968 in St. Gallen) ist ein ehemaliger Schweizer Fussballspieler und aktueller -trainer.

## Karriere

### Als Spieler
Harald Gämperle, der als Junior beim FC Bazenheid und beim FC Kirchberg gespielt hatte, spielte ab 1986 beim FC St. Gallen, wo er durch starke Auftritte das Aufsehen des Grasshopper Club Zürich erregte. 1990 wechselte er zum amtierenden Meister, mit dem er bis 1998 vier Meistertitel und einen Cupsieg errang. 1995 und 1996 spielte er mit den Zürchern in der UEFA Champions League. 1998 unterschrieb Gämperle beim Ligakonkurrenten Neuchâtel Xamax, bei dem er 2000 aufgrund einer schweren Verletzung seine aktive Karriere beendete.
Für die Schweizer Nationalmannschaft wurde Gämperle erstmals 1989 aufgeboten. Insgesamt kam er auf vier Einsätze.

### Als Trainer
Direkt im Anschluss an seine Spielerlaufbahn wurde Gämperle als Assistenztrainer zum BSC Young Boys geholt. Nach einem kurzen Intermezzo in der Challenge League beim FC Baden im Jahr 2003 lotste Fredy Bickel, der von Bern zum FC Zürich gewechselt war, Gämperle ebenfalls zum FCZ, angeblich jedoch auf Wunsch des damaligen FCZ-Trainers Lucien Favre. Diese äusserst erfolgreiche Zusammenarbeit führte 2005 zum Cupsieg und 2006 sowie 2007 zum Schweizer Meistertitel.
2007 ging Gämperle zusammen mit Favre und den Spielern Steve von Bergen und Raffael zu Hertha BSC. Im September 2009 wurden Favre und Gämperle nach einem schlechten Saisonstart zusammen entlassen, nachdem sich Gämperle auf Favres Seite gestellt hatte. Ihm war angeboten worden, interimistisch als Cheftrainer zu übernehmen.
Daraufhin kehrte er zum FC Zürich zurück, wo er unter Urs Fischer seine Tätigkeit als Assistenztrainer wieder aufnahm. Nach dessen Entlassung im März 2012 zögerte «Harry» Gämperle diesmal nicht, den Cheftrainerposten zu übernehmen. Nach zwölf Jahren als Co-Trainer war dies seine erste Anstellung als Cheftrainer. Da Gämperle zum damaligen Zeitpunkt keine Trainerlizenz besass, wurde ihm der U-21-Trainer Urs Meier, mit dem er bereits den FC Baden trainiert hatte, zur Seite gestellt. Zusammen trainierten sie den FCZ bis Ende Saison, als mit Rolf Fringer ein neuer Trainer verpflichtet wurde. Dieser wurde allerdings bereits im November 2012 entlassen, sodass Meier wieder den Chefposten übernehmen konnte, diesmal endgültig.
Nachdem Gämperles Vertrag beim FC Zürich im Sommer 2013 ausgelaufen war, holte ihn sein langjähriger Sportchef Fredy Bickel, der bereits ein halbes Jahr zuvor vom FCZ zurück zum BSC YB gewechselt war, zum Hauptstadtclub. Er wurde unüblicherweise bereits verpflichtet, als man noch gar keinen Cheftrainer gefunden hatte. Nach der Entlassung von Uli Forte 2015 übernahm Gämperle interimistisch, mit der Ambition, dauerhaft Cheftrainer zu bleiben, wozu es aufgrund unbefriedigender Resultate nicht kam. Danach stand er beim BSC YB Adi Hütter sowie Gerardo Seoane als Assistent zur Seite und feierte zwei Schweizer Meistertitel.
Zur Saison 2019/20 kehrte er zu Hertha BSC zurück, wo er Ante Čović assistierte. Mit der Trennung von Čović wurden auch seine Co-Trainer Ende November 2019 freigestellt.

## Titel und Erfolge

### Als Spieler
Grasshopper Club Zürich
- Schweizer Meister: 1991, 1995, 1996, 1998
- Schweizer Cupsieger: 1994

### Als Trainer
FC Zürich
- Schweizer Meister: 2006, 2007
- Schweizer Cupsieger: 2005

BSC Young Boys
- Schweizer Meister: 2018, 2019

## Privates
Harald Gämperle ist verheiratet und hat zwei Kinder.